# Summer of 4 Ft. 2
«Summer of 4 Ft. 2» (рус. Лето на пляже) — двадцать пятая, заключительная серия седьмого сезона мультсериала «Симпсоны».

## Сюжет
Конец школьного года. Милхаус, в своих мечтах, уже купается в море, а Лиза только что получила ежегодные альманахи с фотографиями всех учеников школы, редактором которого была сама. Раздача ежегодников оказалась шумной и суматошной, каждый просит всех своих друзей расписаться в своём альманахе. К своему удивлению, Лиза обнаружила, что у неё нет ни одной подписи и ни одного пожелания на лето, а следовательно, нет и ни одного друга. В отличие от неё, у её брата Барта всё отлично и к нему выстроилась очередь, чтоб получить подпись.
Фландерс, в связи с тем, что ему выпала честь быть присяжным, отменяет свой летний отдых в домике на берегу моря в городке Little Pwagmattasquarmsettport и просит Гомера присмотреть за его домиком и отдохнуть за него, на что Гомер соглашается с единственным условием, что Нед за него почистит его прудик.
Мардж довольна и предлагает Барту и Лизе взять с собой на отдых по другу.
Барт берёт с собой Милхауса.
Собирая чемодан, Лиза понимает, что ни её отличные оценки, ни микроскоп, что она собралась взять с собой на отдых, не помогут ей получить друзей, и она решает с собой ничего не брать, даже купальник.
По приезде на место Симпсоны узнают, что Фландерсы оставили им инструкции о том, что и как следует делать в их домике. Барт, нарушая требования детей Неда, вытряхивает деньги из их копилки, а Лиза заявляет матери, что в «суматохе сборки забыла собраться», и ей придется купить всё здесь.
Лиза, воспользовавшись тем случаем, что ей всю одежду покупают заново (точнее, она это спланировала), меняет свой имидж до неузнаваемости, и идёт искать детей, чтобы с ними подружиться. Но, куда бы она ни пошла, везде пусто, даже в библиотеке. Придя на пляж, Лиза находит под пристанью подростков чуть старше себя и знакомится с ними, создавая о себе впечатление «отвязной чувихи». Благодаря тому, что Лиза сразу помогла найти хорошее место для катания (на стоянке у библиотеки), где нет полицейских, отбирающих скейтборды, она завоевала уважение своих новых «крутых» друзей.
Барт, случайно увидев, что Лиза пользуется спросом у «крутых» ребят и вообще ведёт себя «круто», сам встал на доску и стал выделывать трюки, на что подростки отреагировали как на пижонство и не захотели с ним даже знакомиться, а Лиза же его представила как своего «тупого братика Бартоломью».
Видя постоянно, что Лиза гуляет со своими новыми друзьями и днём, и вечером по берегу моря, когда его самого Мардж не пускает гулять вечером, так как его друг Милхаус и так рядом, Барт замышляет жестокую подлость, способную отравить Лизе жизнь и сломать её новое знакомство. План простой — показать Лизиным друзьям её альманах, где она представлена не как крутая, «отвязная» девчонка, а как отличница, победитель грамматических конкурсов и просто как книжный червь, что Барт и проделывает, когда новые друзья гуляли вечером по берегу моря и прыгали на импровизированном батуте. Новые друзья были шокированы, а Лиза, расплакавшись, убежала.
После такого позора Лиза была вся не своя и не проявляла большого дружелюбия к брату.
Но закончилось всё весьма неплохо: возвращаясь как-то одна после отдыха в парке, Лиза застукала друзей за проделкой над их машиной и, решив, что они просто ей мстят, нагрубила им, но подростки попросили внимательно посмотреть на их машину, и Лиза увидела, что вся машина украшена ракушками, а на боку выложена надпись: «Лиза — рулит» («Лиза крутая»).
На следующий день Лиза возвращалась домой с альманахом, полным пожеланий «всего хорошего» и одним «типа» признанием «типа» в любви.

## Дополнительные факты и культурные отсылки
- Сцена с вибро-кроватями появится в 9-м сезоне.